# St. Ulrich (Regensburg)

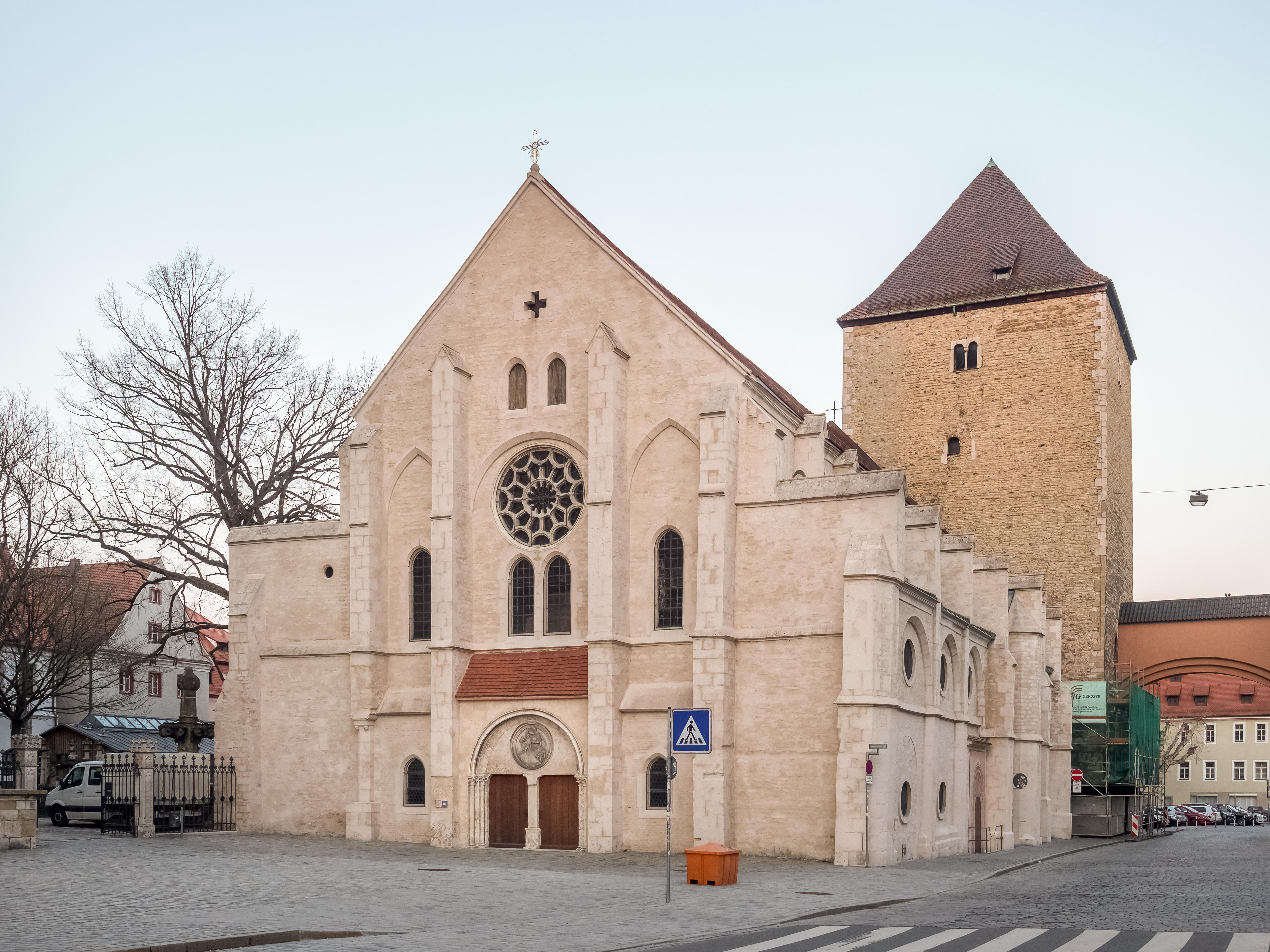
St. Ulrich mit Römerturm (2018)

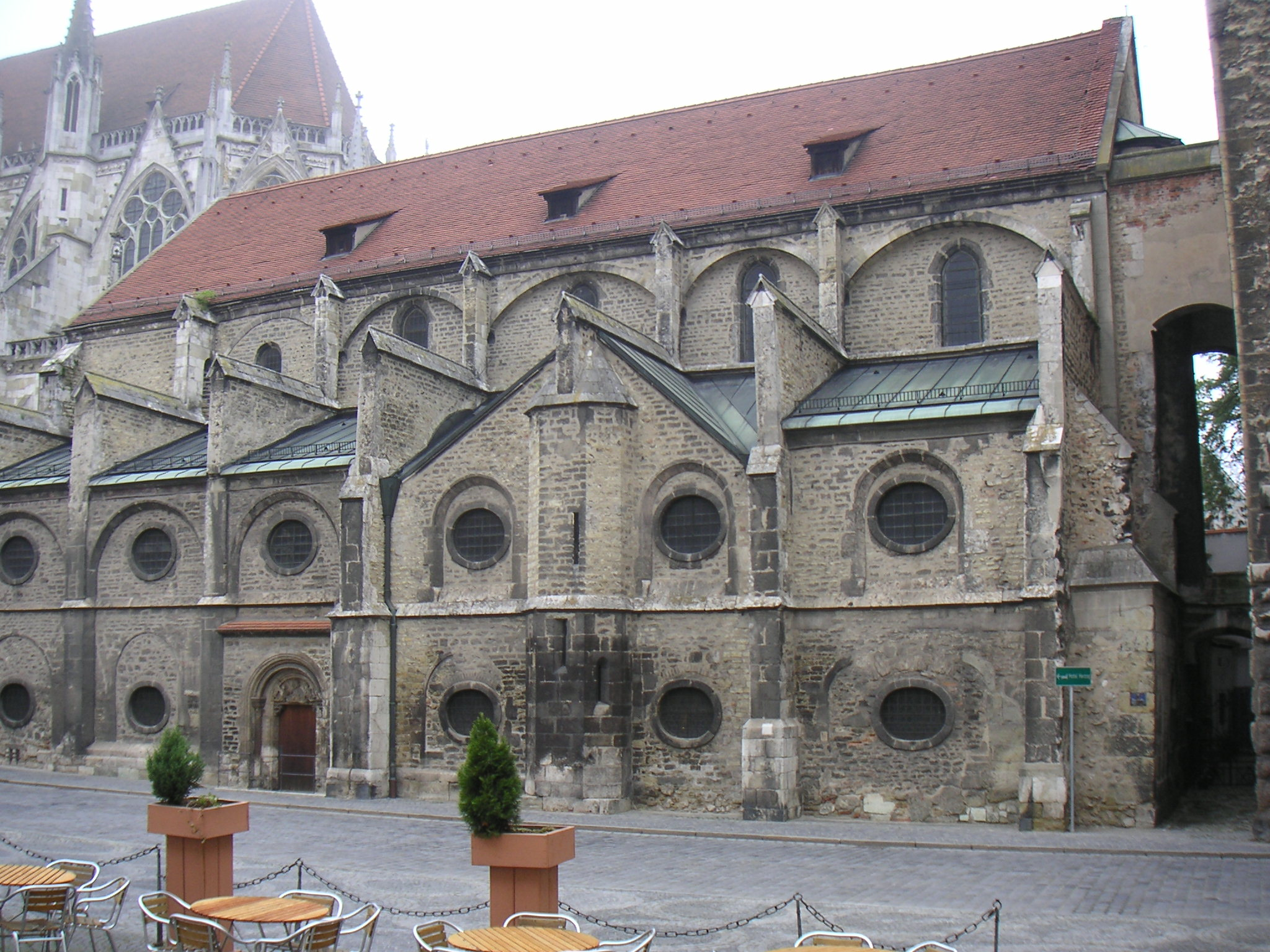
St. Ulrich Südfassade (2006)
vor Fassaden-Sanierung

Die ehemalige Dompfarrkirche St. Ulrich in Regensburg steht in gut 10 m Abstand südöstlich des Regensburger Doms am Domplatz, der sich an ihrer Südseite ostwärts bis an den Herzogshof erstreckt. Die Ulrichskirche und die Ausstellungen in der Kirche sind heute Teil der Bistumsmuseen Regensburg.

## Geschichte

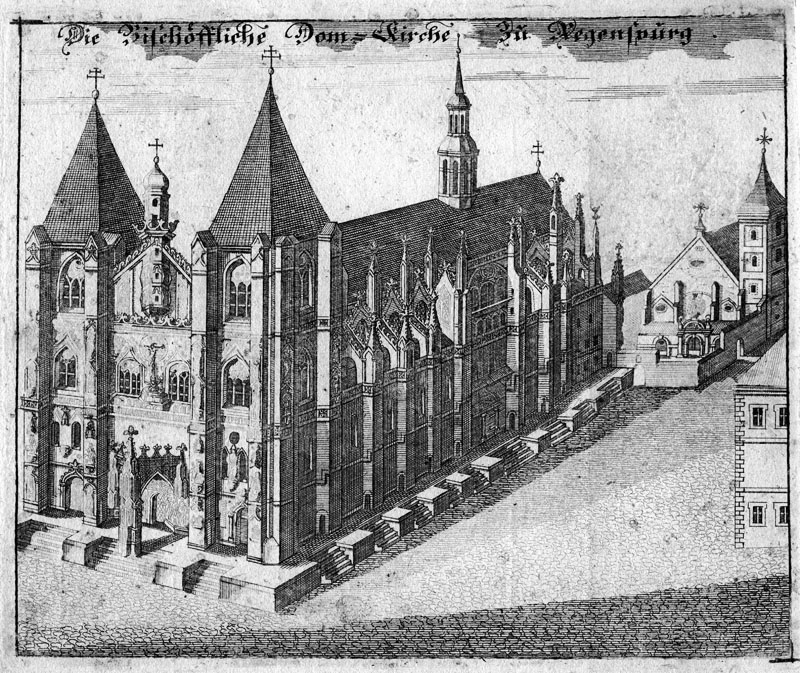
Dom mit Dompfarrkirche St. Ulrich (hinten)
(1600 mit nicht mehr vorhandenem Kirchturm)

Erstmals urkundlich erwähnt wurde die Kirche im Jahr 1238. Schriftquellen über die Errichtung gibt es nicht, jedoch sprechen die unmittelbare Nähe zur damaligen bayerischen Herzogspfalz und mehrere weitere Fakten dafür, dass die Kirche um das Jahr 1225 zunächst als Pfalzkapelle der bayerischen Herzöge erbaut wurde. Fresken aus der Entstehungszeit sind an der Ostseite vorhanden. Damit zählt das Gebäude zu den ältesten Bauwerken der Gotik in Deutschland, nach dem Magdeburger Dom (ab 1209) und dem Dekagon von St. Gereon (Köln) (1219–1227), deren beider Gotik schon ausgeprägter ist.
Nachdem der westlich benachbarte romanische Regensburger Dom im Jahr 1273 durch Brand zerstört worden war, übernahm die Ulrichskirche bis 1456 die Funktion einer Pfarrkirche für das gesamte Stadtgebiet. Nach der dann erfolgten Aufteilung des Sprengels in zwei Stadtgebiete, gehörten nur noch die östlichen Stadtteile zur Dompfarrei. Zur Zeit der Reformation wies die Kirche schwere bauliche Schäden auf, über deren Umfang und Beseitigung nur spärliche Nachweise vorhanden sind. Im Jahr 1571 erfolgten Ausbesserungsarbeiten, die im Auftrag des Domkapitels mit einer Ausmalung des Mittelraums der Kirche verbunden waren.
Im Jahr 1688 wurden die Fenster der Seitenschiffe zu querovaler Form vergrößert, die mittelalterliche Vorhalle durch einen barocken Neubau ersetzt, Wandmalereien übertüncht und die Decke des Mittelraumes weiß gefasst, um die Kirche heller erscheinen zu lassen.

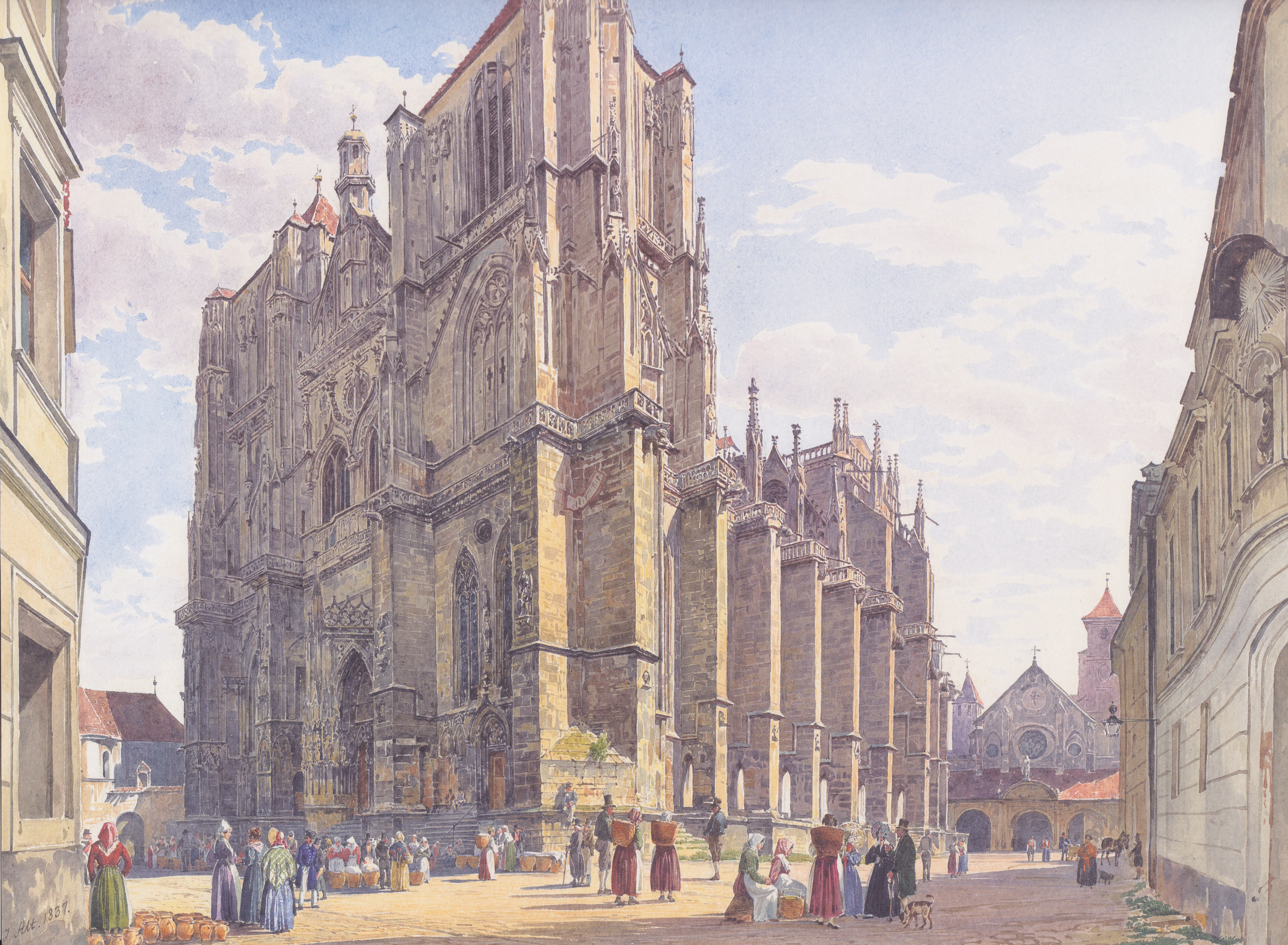
Dom mit Ulrichskirche (hinten mit barocker Vorhalle) Jakob Alt, 1837

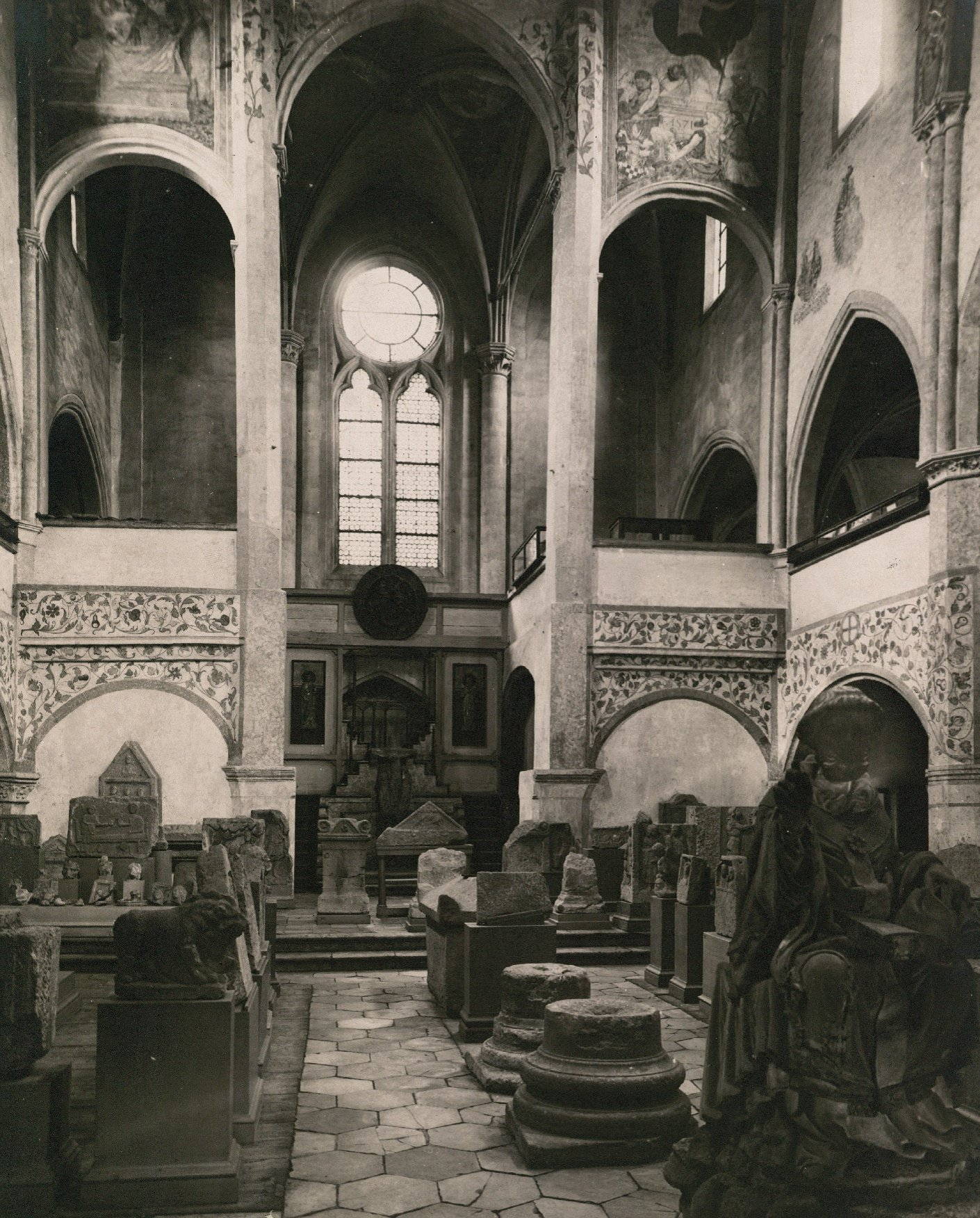
Innenraum als Museum (1910) für römische Fundstücke

1824 wurde die Ulrichskirche profaniert und die Dompfarrei zog um in die Niedermünsterkirche. 1859 wurde die barocke Vorhalle entfernt. Dem Engagement von König Ludwig I. ist es zu verdanken, dass die Kirche erhalten blieb. Jedoch wurde der südwestlich an die Kirche angebaute Kirchturm um 1860 wegen Baufälligkeit abgetragen. Auf alten Fotos ist der ehemalige Kirchturm noch zu sehen. Der vierstöckige, östlich an die Kirche angebundene, sog. Römerturm gehört nicht zur Kirche und steht auch nicht auf dem Domplatz.
Von 1880 bis 1936 diente der Kirchraum als Museum für Sammlungen des Historischen Vereins Regensburg. Als während dieser Zeit ein Teil der Decke einstürzte, wurde eine Kassettendecke eingebaut. In den Folgejahren bis 1975 wurden noch weitere Bausicherungsmaßnahmen und 1973 auch Ausgrabungen durchgeführt.
in den Jahren 1975 bis 1984 erfolgte eine grundlegende Innenrenovierung mit Freilegung, Reinigung und Fixierung der Wand- und Deckenmalereien, sowie die Rekonstruktion der Farbigkeit der Raumschale. Im Zuge dieser Arbeiten stieß man an der Ostwand auch auf bedeutende gotische Wandmalereien aus der Entstehungszeit der Kirche. 1986 wurde die Kirche erneut konsekriert, dient seither den Bistumsmuseen Regensburg als Ausstellungsraum und ist zugleich Stationskirche des Regensburger Domkapitels. Im heutigen Museum sind mittelalterliche Goldschmiedekunst wie auch Exponate aus der Renaissance, dem Barock und dem Rokoko zu sehen.
Nach 2000 fanden jahrelange Sanierungsmaßnahmen der stark verschmutzten, pechschwarzen Außenfassaden statt. Die Reinigungsarbeiten führten zu einer drastischen Aufhellung der Fassade. 2018 wurde die Kirche erneut profaniert.

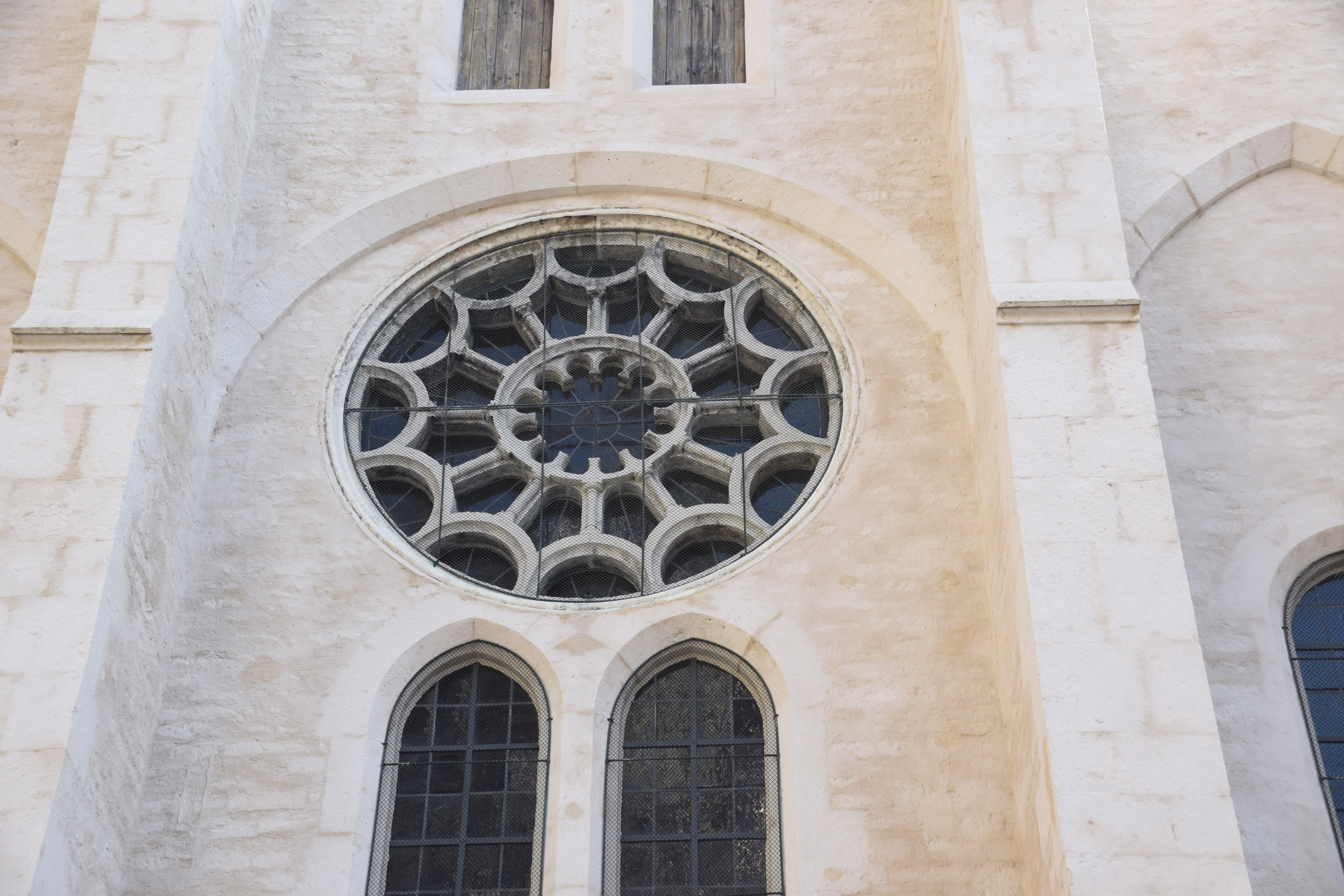
Fensterrose Westfassade St. Ulrich

Eine Glocke, gegossen um 1230 aus dem abgebrochenen Turm der Kirche hängt in einem Holzgerüst im Inneren des Kirchengebäudes.

### Zur Architektur
- Christof Hangkofer: St. Ulrich in Regensburg. Architektur im Umbruch einer Stadt. Diss., Lindenberg 1998, ISBN 3-931820-95-5.
- Achim Hubel: Die Ulrichskirche in Regensburg. Überlegungen zum Stand der Forschung. In: Verhandlungen des Historischen Vereins für Oberpfalz und Regensburg. 140 (2000), S. 85–104 (online; PDF).

### Zum Bildprogramm
- Christine Riedl-Valder: Die ehemalige Dompfarrkirche St. Ulrich in Regensburg und ihr Bildprogramm. In: Verhandlungen des Historischen Vereins Regensburg. 151, Verlag des Historischen Vereins für Oberpfalz und Regensburg, Regensburg 2011, ISSN 0342-2518, S. 71–108.

### Zum Museum
- Achim Hubel, Genoveva Nitz, Friedrich Fuchs: Museum St. Ulrich Regensburg (= Kleine Kunstführer. 1587). 2., neu bearb. Auflage. Schnell und Steiner, Regensburg 2005, ISBN 3-7954-5295-3.